# Graham McTavish
 (mars 2020).
Si vous disposez d'ouvrages ou d'articles de référence ou si vous connaissez des sites web de qualité traitant du thème abordé ici, merci de compléter l'article en donnant les références utiles à sa vérifiabilité et en les liant à la section « Notes et références ».
Graham James McTavish, né le 4 janvier 1961 à Glasgow en Écosse, est un acteur écossais.

## Biographie

### Jeunesse et débuts
McTavish est né à Glasgow, Écosse. Il est le fils d'Alec et d'Ellen McTavish. La famille, en particulier son père, était politiquement active et le discours politique était courant dans leur foyer. Sa famille a quitté Glasgow quand McTavish était enfant, et tout au long de sa vie adulte, il a vécu dans des endroits comme le Canada, les États-Unis et l'Angleterre avant de s'installer en Nouvelle-Zélande,. À l'école, McTavish et un ami écrivaient et exécutaient des sketches comiques, ce qui a conduit son professeur d'art dramatique à lui demander d'intervenir pour couvrir un rôle dans Sheridan's The Rivals après que l'acteur principal soit tombé malade. Il a ensuite fréquenté l'université Queen Mary de Londres, obtenant un diplôme en littérature anglaise. Ce cursus lui a permis de jouer dans trois  Shakespeare pièces par an à l'école et a conduit McTavish à gagner sa carte d'équité après avoir joué dans une pièce de Samuel Beckett.
Au début de sa carrière, McTavish a fait du théâtre avec les théâtres de répertoire du  London's West End et au  Dundee Rep avec des collègues dont Jimmy Logan et Robert Robertson,.

### Vie privée
Graham McTavish épouse l'écrivaine corse Garance Doré le 6 janvier 2023 en Ecosse.

### Carrière
Le premier rôle professionnel de McTavish, en 1986, était dans le deuxième épisode de la mini-série de  Walt Disney  Return to Treasure Island. Il a ensuite figuré dans «Freedom Fighter» (alias «Wall of Tyranny») de 1988, qui a été diffusé sur  ITV et a joué Tony Danza comme un homme qui a aidé les habitants de Berlin-Est à traverser le mur de Berlin. Série fantastique-aventure populaire Highlander , centré sur un homme immortel chargé de combattre le mal, a vu McTavish dans l'épisode de la série quatre "Judgment Day" en 1996 et le téléfilm "Merlin" l'a vu co-vedette comme Rengal en 1998,. Entre 1998 et 1999, il a continué à apparaître dans plusieurs séries télévisées épisodiques dont un épisode en trois parties d'ITV Glasgow drame policier basé sur « Taggart», BBC One drame médical « Casualty», BBC Two Red Dwarf , et le drame policier d'ITV Heartbeat ,,,.
En 2000, McTavish joue dans la mini-série d'ITV « The Stretch», un drame policier en deux parties centré sur le chef du crime Terry Green et sa femme Sam,. L'année prochaine a été mis en vedette le un épisode de la deuxième série du drame médical de longue date de BBC One « Doctors». En 2002, il avait des spots sur la BBC One's comedy Celeb , le drame policier d'ITV Rose & Maloney et la mini-série fantastique d'ABC Dinotopia ,,. L'année suivante, il figurait dans un épisode du drame mystérieux d'ITV « Rosemary & Thyme », trois épisodes du drame de gangsters d'ITV «»  Famille , et deux épisodes de la mini-série de la BBC The Last King (alias Charles II: The Power and la Passion ).
En 2008, il joue dans l'acclamé épisode The Constant (en) de la série Lost.
En 2009, il interprète le criminel de guerre Zoran Lazarevic dans le jeu vidéo Uncharted 2: Among Thieves, deuxième volet de la franchise d'd'action-aventure Uncharted par le studio Naughty Dog.
En 2010, il joue Dante, le protagoniste du jeu vidéo Dante's Inferno du studio Visceral Games. Ce Beat them up est une réinvention de l'Enfer, la première partie du poème la Divine Comédie écrit par Dante Alighieri au XVe siècle. McTavish reprend le rôle dans le film d'animation Dante's Inferno: An Animated Epic qui se base quant à lui sur le jeu et qui sort le même mois que ce dernier.
En 2011, il revient dans la franchise Uncharted et joue cette fois-ci le chasseur de fortune Charlie Cutter dans Uncharted 3: Drake's Deception.
De 2016 à 2019, il joue le Saint des Tueurs dans l'adaptation télévisuelle des comics Preacher.
De 2017 à 2021, il prête sa voix au vampire Dracula, dans la série d'animation Castlevania qui adapte la franchise vidéoludique du même nom.
En 2021, il tient deux rôles dans les adaptations par Netflix des romans de fantasy Le Sorceleur de l'écrivain polonais Andrzej Sapkowski. Il prête dans un premier sa voix au sorceleur Deglan dans le film d'animation The Witcher : Le Cauchemar du loup. Puis, quelques mois plus tard, il joue le maitre espion Sigismund Dijkstra dans la deuxième saison de la série télévisée The Witcher.
Il est annoncé en août 2022 dans la série House of the Dragon, adaptation du roman de fantasy Feu et Sang de George R. R. Martin et également préquelle à la série Game of Thrones. Il y jouera le chevalier Harrold Westerling, commandant de la garde du roi.

## Filmographie

### Cinéma

#### Films
- 1988 : Pour la gloire (For the Queen and Country) de Martin Stellman : Lieutenant
- 1989 : Erik le Viking (Erik the viking) de Terry Jones : Thangbrand / Citizen / Dog Soldier
- 1996 : Du vent dans les saules (The Wind in the Willows) de Terry Jones : The Drunken Weasel
- 1997 : Macbeth, de Michael Bogdanov : Lui-même / Banquo
- 1997 : Julius Caesar: A Critical Guide (documentaire court) de Peter Balderstone : Brutus / lui-même comme présentateur
- 1997 : King Lear: A Critical Guide (documentaire court) de Lara Lowe : Albany
- 1999 : King Lear de Brian Blessed : le duc d'Albany
- 2002 : Ali G (Ali G Indahouse) de Mark Mylod : officier de police des douanes
- 2003 : Lara Croft : Tomb Raider, le berceau de la vie (Lara Croft Tomb Raider: The Cradle of Life) de Jan de Bont : capitaine du sous-marin
- 2003 : Attraction fatale (Dot the I) de Matthew Parkhill : Inspecteur #1
- 2004 : Le Roi Arthur (King Arthur) d'Antoine Fuqua : officier romain
- 2008 : John Rambo (Rambo) de Sylvester Stallone : Lewis
- 2008 : Sisterhood de Richard Wellings-Thomas : Martin
- 2009 : Green Street Hooligans 2 (vidéo) de Jesse V. Johnson : Big Marc Turner
- 2009 : Middle Men de George Gallo : Ivan Sokoloff
- 2009 : Penance de Jake Kennedy : Geeves
- 2009 : Pandemic : Virus fatal (Pandemic) d'Armand Mastroianni : Capitaine Riley
- 2010 : Secretariat de Randall Wallace : Earl Jansen
- 2011 : Colombiana d'Olivier Megaton : Head Marshall Warren
- 2012 : The Wicker Tree de Robin Hardy : Sir Lachlan Morrison
- 2012 : Le Hobbit : Un voyage inattendu (The Hobbit : An Unexpected Journey) de Peter Jackson : Dwalin
- 2013 : Le Hobbit : La Désolation de Smaug (The Hobbit : The Desolation of Smaug) de Peter Jackson : Dwalin
- 2014 : Le Hobbit : La Bataille des Cinq Armées (The Hobbit: The Battle of the Five Armies) : Dwalin
- 2014 : Realiti de Jonathan King : Mandrake
- 2014 : Plastic de Julian Gilbey : Steve Dawson
- 2015 : Creed : L'Héritage de Rocky Balboa (Creed) de Ryan Coogler : Tommy Holiday
- 2016 : The Finest Hours de Craig Gillespie : Frank Fauteux
- 2017 : Lady Gun Fighter (The Stolen) de Niall Johnson : Bully
- 2018 : Aquaman de James Wan : Atlan, premier roi de l'Atlantide
- 2021 : Blood Red Sky de Peter Thorwarth : le colonel Alan Drummond

#### Films d'animation
- 2009 : Hulk Vs. (vidéo) de Sam Liu et Frank Paur : Loki
- 2010 : Dante's Inferno: An Animated Epic de Victor Cook, Mike Disa, Sang-Jin Kim, Shûkô Murase, Jong-Sik Nam et Lee Seung-Gyu : Dante
- 2011 : Dead Space: Aftermath de Mike Disa : Capitaine Campbell
- 2021 : The Witcher : Le Cauchemar du loup (The Witcher: Nightmare of the Wolf) : Deglan

### Télévision

#### Téléfilms
- 1998 : Merlin de Steve Barron : Rengal
- 1988 : Wall of Tyranny (Freedom Fighter) de Desmond Davis : Guards
- 2000 : The Stretch de Frank W. Smith : Andy McKinley
- 2001 : L'Insurgée (Red Cap) de David Richards : Chris Davies
- 2004 : D-Day, leur jour le plus long (D-Day 6.6.1944) de Richard Dal : Capitaine James Stagg
- 2006 : Sharpe's Challenge de Tom Clegg : McRae
- 2006 : Des diamants pour un couvent (Good Girl, Bad Girl) de Sebastian Vigg : Gromek
- 2013 : The Sixth Gun de Jeffrey Reiner : Silas Hedgepeth

#### Séries télévisées
- 1986 : Return to Treasure Island : Ned
- 1996 : Highlander : Charlie
- 1998–2005 : Casualty : Gerry Talbot / George Naseby
- 1998–2005 : Taggart : Colonel Ian Sinclair / Robin Caldwell
- 1999 : Red Dwarf : Warden Ackerman
- 1999 : Heartbeat : Derek Flowers
- 2001 : Doctors : Paul Brookes
- 2002 : Celeb : Steve
- 2002 : Rose and Maloney : Jackson
- 2002 : Dinotopia : Ajax
- 2003 : Charles II : The Power and the Passion : Capitaine
- 2003 : Rosemary & Thyme : D.I. Taylor
- 2004 : Murder City : Noel Fredericks
- 2004 : La Loi de Murphy (Murphy's Law) : Al Leyton
- 2005 : Empire : General Rapax
- 2005 : Rome : Urbo
- 2005–2006 : The Bill : Pete Larson
- 2007 : Flics toujours (New Tricks) : Jason Ferris
- 2007 : Jekyll : Gavin Hardcastle
- 2007 : Numb3rs : John Corcoran
- 2007 : NCIS : Enquêtes spéciales (NCIS) : Aleksei
- 2007 : The Royal : Anthony Poole
- 2007 : Cane : Neville
- 2008 : Lost : Les Disparus (Lost) : Sergent
- 2008 : Les Experts : Miami (CSI: Miami) : Mitch Davis
- 2008 : Pushing Daisies : Hansel Von Getz
- 2008 : Prison Break : Ferguson
- 2009 : Ghost Whisperer: The Other Side : The Dark Spirit
- 2009 : Ghost Whisperer : Gordon Bradey
- 2010 : 24 heures chrono : Ambassadeur russe Mikhail Novakovitch
- 2010 : The Good Guys : Dolph
- 2014-2016 : Outlander : Dougal MacKenzie
- 2016-2019 : Preacher : Le Saint des Tueurs
- 2018 : Colony : Andrew MacGregor
- 2019 : Lucifer : Le Père Kinley / Dromos
- 2020 : Outlander : Buck McKenzie
- 2021 : The Witcher : Sigismund Dijkstra
- depuis 2022 : House of the Dragon : Harrold Ouestrelin

#### Séries d'animation
- 2005 : Quoi d'neuf Scooby-Doo ? (What's New, Scooby-Doo?) : voix additionnelles
- 2009 : Wolverine et les X-Men (Wolverine and the X-Men) : Sebastian Shaw
- 2010–2012 : Avengers : L'Équipe des super-héros (The Avengers: Earth's Mightiest Heroes) : Loki
- 2015-2017 : Les Tortues Ninja (Teenage Mutant Ninja Turtles) : Savanti Romero
- 2017-2021 : Castlevania : Dracula
- 2018-2020 : La Bande à Picsou (DuckTales) : Fergus McDuck

### Jeux vidéo
- 2006 : Lost Planet: Extreme Condition : NEVEC Orbital Elevator Operator
- 2006 : Medieval II: Total War
- 2006 : Killzone: Liberation : HGH Support / HGH Generic / HGH Infantry
- 2007 : Heavenly Sword : voix additionnelles
- 2008 : Quantum of Solace : voix additionnelles
- 2008 : Lost Planet: Colonies : NEVEC Orbital Elevator Operator
- 2009 : The Saboteur : Wilcox
- 2009 : Call of Duty: Modern Warfare: Mobilized
- 2009 : Call of Duty: Modern Warfare 2 : voix additionnelles
- 2009 : Dragon Age: Origins : Arl Eamon Guerrin / Vartag Gavorn
- 2009 : Uncharted 2: Among Thieves : Zoran Lazarevic
- 2009 : Ninja Gaiden Sigma 2 : Crimson (voix anglaise)
- 2009 : Shadow Complex : Commander Lucius (voix anglaise)
- 2010 : Call of Duty: Black Ops : voix additionnelles
- 2010 : Singularity : Viktor Barisov
- 2010 : Transformers : La Guerre pour Cybertron (Transformers: War for Cybertron) : Thundercracker
- 2010 : Metro 2033 : Khan Aitmatov
- 2010 : Dante's Inferno : Dante Alighieri
- 2011 : Uncharted 3: Drake's Deception : Charlie Cutter et Zoran Lazarevic
- 2011 : Star Wars: The Old Republic : voix additionnelles
- 2011 : Call of Duty: Modern Warfare 3
- 2011 : Ace Combat: Assault Horizon : Ivan Stagleishov (voix anglaise)
- 2011 : Infamous 2 : Joseph Bertrand III
- 2011 : Hunted: The Demon's Forge : Caddoc
- 2011 : Socom 4: U.S. Navy Seals : ClawHammer Soldier 2 / US Commander
- 2011 : Warhammer 40,000: Dawn of War II - Retribution : Imperial Guard Vehicles / Guardsman
- 2012 : Assassin's Creed III : Terry
- 2015 : The Order: 1886 : Sebastien Malory / Sir Perceval